# Nature Food
Nature Food — це щомісячний рецензований науковий журнал, який видається Nature Portfolio. Він був заснований у 2020 році. Головний редактор — Джуліана Гіл.

## Цілі та сфера застосування
Nature Food прагне надати дослідникам і особам, які формують політику, широкий спектр доказів і експертних наративів щодо оптимізації та безпеки продовольчих систем на майбутнє. Теми, які висвітлюються в журналі, включають:
- Сільськогосподарські науки
- Аквакультура
- Проблеми голоду
- Рослинництво
- Науки про молочну промисловість
- Економіка
- Етика і справедливість
- Харчова хімія
- Розподілення їжі
- Харчова інженерія
- Харчова промисловість
- Харчова фізика
- Харчова політика
- Приготування їжі
- Безпека та якість харчових продуктів
- Продовольча безпека
- Системи харчування
- Харчові відходи
- Криміналістика та відстеження
- Харчування людини
- Інформаційні технології
- Оцінка життєвого циклу
- Боротьба зі шкідниками та бур'янами
- Птахівництво
- Здорове харчування
- Управління ґрунтами та водними ресурсами
- Стійкий розвиток

## Реферування та індексування
Журнал реферується та індексується за:
- Індекс наукового цитування розширено[4]
- Scopus[5]

Відповідно до Journal Citation Reports, імпакт-фактор журналу 2021 року становить 20430, що ставить його на 1-е місце серед 143 журналів у категорії «Food Science & Technology».